# Les Aventures de Ronald McDonald
Les Aventures de Ronald McDonald est une série de six films produits par Klasky Csupo se rapportant à la chaîne restauration rapide McDonald's, sortis entre 1998 et 2003

## Silly effrayée
The Wacky Adventures of Ronald McDonald: Scared Silly (Les Aventures de Ronald McDonald : Silly effrayée) est un court métrage de comédie-animation de quarante minutes réalisé par John Holmquist, et scénarisé par Michael Bloom, sorti en 1998.

### Synopsis
Un truand s'infiltre chez Silly qui fugue. Ses amis, parmi eux Ronald McDonald, l'aident à s'en sortir, et à retourner chez elle.

### Fiche Technique
- Titre original : The Wacky Adventures of Ronald McDonald : Scared Silly
- Autre titre : Les Aventures de Ronald McDonald : Silly effrayée
- Date de sortie : 1998
- Genre : Comédie familiale
- Format : Court métrage d'animation en couleur
- Pays :  États-Unis
- Réalisateur : John Holmquist
- Scénaristes : Michael Bloom, Eryk Casemiro, Vanessa Kaufman, Andrew McElfresh, Jane Reardon
- Producteurs : Allan Brown, Eryk Casemiro, Gabor Csupo, Cella Nichols Duffy, Jim Duffy, Arlene Klasky, Jane Reardon
- Compositeur : Mark Mothersbaugh
- Monteur : Richard Leeman

### Personnages
- Ronald McDonald
- Dee Bradley Baker
- Verne Troyer
- Christine Cavanaugh
- Charles Adler
- Kevin Michael Richardson
- Alex D. Linz
- Jazmine A. Corona
- Pamela Adlon
- Lisa Raggio
- Kath Soucie
- Paul Greenberg
- Nika Futterman
- Patrick Pinney
- Maurice LaMarche
- David Eccles
- Jeff Bennett
- Joseph Fuqua
- Julie Merrill

## The Legend of Grimace Island
The Wacky Adventures of Ronald McDonald : The Legend of Grimace Island est un court métrage de comédie-animation de quarante minutes sorti le 22 janvier 1999.

### Synopsis
Ronald et sa bande partent en voyage vers l'île de Grimace (d'où est originaire l'espèce de Grimace) après que Grimace ait reçu une lettre censée être écrite par les habitants de l'île demandant de l'aide. À l'insu de tous, la lettre a en fait été écrite par le capitaine pirate One-Eyed Sally et son second, Blather, dans le but de suivre la bande sur l'île et de s'emparer du trésor légendaire des Grimaces. 

### Fiche technique
- Titre original : The Wacky Adventures of Ronald McDonald :The Legend of Grimace Island
- Date de sortie : 22 Janvier 1999
- Genre : Comédie familiale
- Format : Court métrage familial en couleur
- Pays :  États-Unis
- Production : Klasky-Csupo

## Les Visiteurs venus de l'espace
The Wacky Adventures of Ronald McDonald : The Visitors from Outer Space (Les Aventures de Ronald McDonald : Les Visiteurs venus de l'espace) est un court métrage de comédie-animation de quarante minutes produit par Allan Brown, Gabor Csupo, et Arlene Klasky, sorti en 1999.

### Synopsis
Une famille d'aliens kidnappe Hamburglar, et Ronald et son équipe vont essayer de le sauver

### Fiche technique
- Titre original : The Wacky Adventures of Ronald McDonald : The Visitors from Outer Space
- Autre titre : Les Aventures de Ronald McDonald : Les Visiteurs venus de l'espace
- Date de sortie : 1999
- Genre : Comédie familiale
- Format : Court métrage familial en couleur
- Pays :  États-Unis
- Production : Klasky-Csupo
- Compositeurs : Mark Mothersbaugh et Robert Mothersbaugh

### Personnages
- Ronald McDonald
- Cosmc
- Birdie the Early Bird
- Grimace
- Hamburglar

## Birthday World
The Wacky Adventures of Ronald McDonald : Birthday World est un court métrage de comédie-animation de quarante minutes sorti le 30 mars 2001.

### Synopsis
Hamburglar est contrarié d'avoir oublié l'anniversaire de Ronald et n'a pas de cadeau pour lui jusqu'à ce qu'un méchant scientifique fou nommé Professeur Thaddeus J. Pinchworm lui donne des tickets pour un faux parc d'attraction appelé Birthday World.

### Fiche technique
- Titre original : The Wacky Adventures of Ronald McDonald : Birthday World
- Date de sortie : 30 Mars 2001
- Genre : Comédie familiale
- Format : Court métrage familial en couleur
- Pays :  États-Unis
- Production : Klasky-Csupo

## Have Time, Will Travel
The Wacky Adventures of Ronald McDonald : Have Time, Will Travel est un court métrage de comédie-animation de quarante minutes sorti le 19 octobre 2001.

### Synopsis
En aidant Franklin à nettoyer le laboratoire de son père, Ronald et ses amis tombent sur une machine à remonter le temps. Hamburglar imagine un plan fou pour utiliser la machine à remonter le temps afin d'éviter le nettoyage et ils finissent par se perdre dans le temps. 

### Fiche technique
- Titre original : The Wacky Adventures of Ronald McDonald : Have Time, Will Travel
- Date de sortie : 19 Octobre 2001
- Genre : Comédie familiale
- Format : Court métrage familial en couleur
- Pays :  États-Unis
- Production : Klasky-Csupo

## The Monster O’ McDonaldland Loch
The Wacky Adventures of Ronald McDonald : The Monster O’ McDonaldland Loch est un court métrage de comédie-animation de quarante minutes sorti le 30 janvier 2003.

### Synopsis
La bande se rend dans une expédition écossaise connue sous le nom de McDonaldland Loch où vit Scotty, le cousin de Sundae.

### Fiche technique
- Titre original : The Wacky Adventures of Ronald McDonald :The Monster O’ McDonaldland Loch
- Date de sortie : 30 Janvier 2003
- Genre : Comédie familiale
- Format : Court métrage familial en couleur
- Pays :  États-Unis
- Production : Klasky-Csupo